# Археолошки локалитет Градац
Археолошки локалитет Градац је археолошки локалитет из средњег века који се налази у селу Конопница, општина Власотинце.

## Регистар непокретних културних добара
Археолошки локалитет Градац је уписан у регистар Непокретних културних добара на територији општине Власотинце 20. марта 1986. године на основу Решења о заштити Завода за заштиту и научно проучавање споменика културе НР Србије бр. 263/50 од 14. марта 1950. Редни број у локалном регистру је АН 05, у централном регистру АН 050.

## Опис локалитета и пронађених налаза
Археолошки локалитет Градац се налази у близини школе и цркве на брду Градац у Конопници, на десној обали Власине, јужно од локалитета Трап и чува трагове материјалне културе средњег века. Цело брдо Градац је налазиште.
Приликом ранијих истраживања, 1972. године, били су видљиви остаци античког утврђења и остаци средњовековног утврђења Градац. Услед непланског и дивљег копања у прошлости, локалитет је претрпео велика оштећења. Посебно је страдала источна страна утврђења. На том месту је потпуно огољен и оштећен масивни зид од опека који је на том месту био директно фундиран на живој стени. Предпоставља се да је овај део утврђења и најстарији и да потиче из палеовизантијске епохе. Током истраживања пронађени су фрагменти средњевековне керамике.
Због погодног положаја за осматрање, брег је, претпоставља се, био насељаван дужи временски период, од праисторије до средњег века.